# Gustav Berglund
Gustav Berglund, född 8 januari 2001 i Huskvarna, är en svensk professionell ishockeyspelare.